# Carol White
Carol White (Londen, 1 april 1943 - Miami, 16 september 1991) was een Britse actrice.
Ze werd bekend bij het grote publiek in de baanbrekende serie Cathy Come Home uit 1966. De serie staat op nummer 2 in de Lijst van de 100 beste Britse televisieprogramma's. Door alcohol- en drugsgebruik ging het bergaf met haar carrière in de jaren zeventig.

## Biografie
Carol werd geboren in 1943 in de Londense wijk Hammersmith. Van 1949 tot eind jaren vijftig speelde ze kleine rollen in films. Daarna begon ze grotere bijrollen te spelen. Midden jaren zestig brak ze helemaal door met haar rol in de serie Cathy Come Home en een jaar later in de film Poor Cow. In 1968 ging ze naar Hollywood. Ze werd in haar thuisland beschouwd als een van de meest veelbelovende actrices van haar tijd. Door alcohol- en drugsgebruik ging haar carrière bergaf vanaf de jaren zeventig. Ze had ook ongelukkige relaties met sterren als Frank Sinatra, Richard Burton en Oliver Reed.
Na een aantal jaar in Hollywood gewoond te hebben keerde ze in 1981 terug naar Londen om te spelen in het theaterstuk Steaming van Nell Dunn. Ondanks goede kritieken werd ze ontslagen omdat ze vaak te laat was of zelfs een voorstelling miste. Datzelfde jaar kwam ook haar biografie Carol Comes Home uit. Ondanks de media-aandacht voor de biografie en het theaterstuk kon ze haar carrière niet herlanceren en ze besloot terug te keren naar de Verenigde Staten.
Ze overleed in 1991. De doodsoorzaak wordt betwist. Er werd gezegd dat ze een overdosis genomen had, andere bronnen spraken erover dat ze bezweken was aan een leverziekte. Ze liet twee zonen na uit haar eerste huwelijk.
In 1994 kwam de televisiefilm The Battersea Bardot uit over haar leven met actrice Wendy Morgan die White speelde.